# Stamo 1400
Stamo 1400 ist ein Flugzeugkolbenmotor der nach der Wiederzulassung der Luftfahrt nach dem Zweiten Weltkrieg in Deutschland von dem Luftfahrtunternehmen Stark Flugzeugbau KG in Minden, Westfalen produziert wurde.

## Baureihen
- Stamo 1400 A (ohne elektrischen Anlasser)
- Stamo 1400 B (mit elektrischen Anlasser)

Die Musterzulassung der Serie 1400 erfolgte 1959 durch das Luftfahrt-Bundesamt Braunschweig und wurde mit der Kennblatt-Nummer 06.100-4503 veröffentlicht.

## Daten
Die Stamo-Motorenreihe sind luftgekühlte 4-Takt-Aggregate, die auf dem Boxermotor des VW Käfers basieren. Die Zwillingsmagnetzündung mit zwei Zündkerzen je Zylinder stammen von Ducellier. Der Doppel-Fallstromvergaser Pallas Zenith NDIX 32 wurde von der Berliner Vergaser-Fabrik zugeliefert.
Baudaten
- Hubraum: 1,49 l (1490 cm³)
- Verdichtungsverhältnis: 7,2:1
- Bohrung: 80 mm
- Hub: 74 mm
- Trockengewicht: 54 kg

Leistung
- Startleistung (5 min):  33 kW (45 PS)  bei 3200/min
- Dauerleistung: 42 PS bei 3100/min
- Maximale Drehzahl: 3500/min (30 Sekunden)

Rund 35 Stück der Serie 1400 A und B wurden alleine bei dem Flugzeugmodell Turbulent D.31D eingebaut.